# 2022年石川県知事選挙
2022年石川県知事選挙（2022ねんいしかわけんちじせんきょ）は、2022年3月13日に投開票が行われた日本の地方自治体である石川県の知事である石川県知事を選出するための選挙。

## 概要
現職の谷本正憲の任期満了（2022年3月26日）に伴い執行。7期務めた現職の谷本は不出馬のため、28年ぶりの新人同士の選挙戦となった。

## 選挙データ
- 告示日 - 2022年2月24日
- 執行日（投開票日） - 2022年3月13日

同日選挙
- 輪島市長選挙
- 金沢市長選挙
- 金沢市議会議員補欠選挙

## 立候補者
（5名。立候補届け出順）
| 氏名                         | 年齢 | 党派   | 現元新 | 職業・肩書                                                       | ホームページなど                                                                                  |
| ---------------------------- | ---- | ------ | ------ | ---------------------------------------------------------------- | ------------------------------------------------------------------------------------------------- |
| 飯森博子 （いいもり ひろこ） | 62   | 無所属 | 新     | 新日本婦人の会石川県本部会長・学習塾経営                         | いいもりひろこ 県民の会公式ウェブサイト                                                           |
| 山野之義 （やまの ゆきよし） | 59   | 無所属 | 新     | 前金沢市長・元ソフトバンク従業員・元金沢市議会議員               | 山野ゆきよし 公式サイト                                                                           |
| 山田修路 （やまだ しゅうじ） | 67   | 無所属 | 新     | 前参議院議員・元農林水産審議官                                   | 前参議院議員 山田しゅうじ(山田修路)公式サイト                                                     |
| 馳浩 （はせ ひろし）         | 60   | 無所属 | 新     | 元参議院議員・前衆議院議員・元文部科学大臣・元教諭・プロレスラー | はせ浩(馳浩)石川県知事候補 公式サイト                                                             |
| 岡野晴夫 （おかの はるお）   | 71   | 無所属 | 新     | 元通信計測器製造販売会社員                                       | 【石川県知事選挙】2月24日 岡野晴夫候補 第一声 - YouTube(MRO北陸放送公式チャンネル、2022年2月24日) |

## 経過
2021年
- 7月19日 - 衆議院議員の馳浩（石川1区選出）が年内に予定される第49回衆議院議員総選挙に立候補せず、知事選への出馬を表明[4]。
- 10月14日 - 衆議院解散により馳が衆議院議員を失職。
- 11月17日 - 現職の谷本正憲が会見で知事選に立候補せず今期限りでの勇退を表明[5]。
- 12月3日 - 参議院議員の山田修路（石川県選挙区選出）が会見で出馬を表明[6]。
- 12月25日 - 山田が参議院議員を辞職。

2022年
- 1月13日 - 金沢市長の山野之義が会見で出馬を表明[7]。
- 1月22日 - 立憲民主党石川県連と社会民主党石川県連が山田の推薦を決定[8]。
- 1月24日 - 新日本婦人の会石川県本部会長の飯森博子が会見で出馬を表明[9]。
- 2月1日 - 連合石川が山田の推薦を決定[10]。
- 2月9日 - 日本維新の会が馳の推薦を決定[11]。
- 2月16日 - 山野が金沢市長を辞職[12]。
- 2月24日 - 告示。既に立候補を表明していた4名に加え、元通信計測器製造販売会社員の岡野晴夫を含めた5名が立候補した[13]。
- 3月13日 - 投開票[14]。

### 立候補を巡る動き
同選挙では自民党清和政策研究会（細田派→安倍派）に所属する馳浩と山田修路が立候補したほか、金沢市長を務めた元自民党員の山野之義も立候補し、保守系が三つに分裂する選挙となった。
最も早く立候補を表明したのが馳で、現職の谷本正憲が進退を表明する前の2021年7月に会見を開き、知事選への立候補を表明。馳は「厚かましいと自分でも思う」と述べつつ、自らを谷本の後継と名乗った。その後谷本は11月17日に知事選に立候補せず、退任することを表明したが、後継指名は行わなかった。馳は森喜朗元首相の後押しでプロレスラーから政界に転出した人物であったが、森は中選挙区制時代のライバルであった奥田敬和元運輸大臣の支援で知事に当選した谷本との関係が良くないとされ、馳の知事選に向けた行動は谷本に近い県議や支援者の反発を生んだ。その2日後に山野が地元経済界との会合で立候補への意欲を表明し、山田も谷本の支持者や県内の農林水産業関係者らの要請を受け、立候補を決意した。馳と山田の所属する安倍派の領袖である安倍晋三元首相は馳の側に立ち、山田に立候補しないよう求めたが、12月3日には山田が立候補を表明。同9日には東京都永田町の参議院議員会館で、石川県選出の自民議員らと馳・山田が会合を開き分裂回避のための調整が行われたが交渉は決裂した。自民党本部は馳支援の方向で話を進めており、党幹事長の茂木敏充は山田の動きに「驚きを隠せない」と述べ不快感を示したが、山田は自民党県議32人の半数以上の支援を固め、保守分裂が決定的となった。2022年1月8日に自民党石川県連は県知事選は自主投票とし、馳と山田のいずれも推薦せず、支持にとどめると決定。1月13日には山野も立候補を正式表明した。
1月16日には立憲民主党石川県連が独自候補の擁立断念を発表。県連代表の近藤和也衆議院議員は馳・山田・山野とそれぞれ面会し、その後山田への推薦を決めた。山田はこの他、旧新進党の流れをくむ県議会会派や、社会民主党県連、連合石川の推薦や支援も取り付けた。日本維新の会の県総支部である石川維新の会は当初、非自民・非共産の候補者として山野の推薦を検討したが、馳を支援する安倍晋三が自ら日本維新の会の松井一郎代表に協力を要請し、維新は馳を推薦すると決定。一方で石川維新の会幹事長の小林誠元金沢市議は、馳と長年石川1区で争ってきた奥田建元衆議院議員（奥田敬和の長男）の秘書出身であり、小林の後援会は山野の支援に回るなど対応が割れた。日本共産党は新日本婦人の会石川県本部会長の飯森博子を推薦した。

## 選挙結果
出口調査の結果によると、衆議院小選挙区のうち石川1区（金沢市）の地域で山野が44％、石川2区（南加賀）の地域で馳が42%、石川3区（能登）の地域で山田が47%でそれぞれリードする。開票の結果、馳浩は19万6432票を獲得し当選した。
各候補の得票率
※当日有権者数：936,859人 最終投票率：61.82%（前回比：+22.74pts）
| 候補者名 | 年齢 | 所属党派 | 新旧別 | 得票数    | 得票率 | 推薦・支持                                                             |
| -------- | ---- | -------- | ------ | --------- | ------ | ---------------------------------------------------------------------- |
| 馳浩     | 60   | 無所属   | 新     | 196,432票 | 34.13% | 推薦：日本維新の会、支持：自由民主党石川県連                           |
| 山野之義 | 59   | 無所属   | 新     | 188,450票 | 32.74% |                                                                        |
| 山田修路 | 67   | 無所属   | 新     | 172,381票 | 29.95% | 推薦：立憲民主党石川県連・社会民主党石川県連、支持：自由民主党石川県連 |
| 飯森博子 | 62   | 無所属   | 新     | 15,331票  | 2.66%  | 推薦：日本共産党                                                       |
| 岡野晴夫 | 71   | 無所属   | 新     | 3,011票   | 0.52%  |                                                                        |

| 市町       | 馳浩    | 馳浩   | 山野之義 | 山野之義 | 山田修路 | 山田修路 | 飯森博子 | 飯森博子 | 岡野晴夫 | 岡野晴夫 |
| 市町       | 得票    | %      | 得票     | %        | 得票     | %        | 得票     | %        | 得票     | %        |
| ---------- | ------- | ------ | -------- | -------- | -------- | -------- | -------- | -------- | -------- | -------- |
| 合計       | 196,432 | 34.13% | 188,450  | 32.74%   | 172,381  | 29.95%   | 15,331   | 2.66%    | 3,011    | 0.52%    |
| 金沢市     | 70,650  | 32.58% | 98,807   | 45.56%   | 39,530   | 18.23%   | 6,827    | 3.15%    | 1,064    | 0.49%    |
| 七尾市     | 8,099   | 31.43% | 6,248    | 24.25%   | 10,855   | 42.13%   | 455      | 1.77%    | 108      | 0.42%    |
| 小松市     | 22,083  | 41.59% | 12,061   | 22.72%   | 17,343   | 32.67%   | 1,283    | 2.42%    | 321      | 0.60%    |
| 輪島市     | 4,369   | 26.21% | 3,135    | 18.81%   | 8,584    | 51.50%   | 469      | 2.81%    | 111      | 0.67%    |
| 珠洲市     | 3,602   | 39.71% | 1,834    | 20.22%   | 3,436    | 37.88%   | 175      | 1.93%    | 24       | 0.26%    |
| 加賀市     | 11,224  | 33.97% | 3,791    | 11.47%   | 17,304   | 52.37%   | 584      | 1.77%    | 136      | 0.41%    |
| 羽咋市     | 4,461   | 36.39% | 3,094    | 25.24%   | 4,301    | 35.08%   | 339      | 2.77%    | 64       | 0.52%    |
| かほく市   | 6,851   | 35.81% | 5,275    | 27.57%   | 6,348    | 33.18%   | 531      | 2.78%    | 129      | 0.67%    |
| 白山市     | 20,371  | 34.38% | 18,188   | 30.70%   | 18,823   | 31.77%   | 1,520    | 2.57%    | 343      | 0.58%    |
| 能美市     | 10,450  | 39.55% | 6,481    | 24.53%   | 8,601    | 32.56%   | 731      | 2.77%    | 156      | 0.59%    |
| 野々市市   | 8,254   | 35.56% | 8,148    | 35.11%   | 5,891    | 25.38%   | 742      | 3.20%    | 174      | 0.75%    |
| 川北町     | 1,358   | 34.28% | 868      | 21.91%   | 1,649    | 41.62%   | 63       | 1.59%    | 24       | 0.61%    |
| 津幡町     | 6,590   | 34.05% | 6,516    | 33.67%   | 5,730    | 29.61%   | 435      | 2.25%    | 82       | 0.42%    |
| 内灘町     | 4,904   | 36.37% | 4,363    | 32.36%   | 3,748    | 27.80%   | 397      | 2.94%    | 71       | 0.53%    |
| 志賀町     | 4,083   | 34.60% | 2,347    | 19.89%   | 5,167    | 43.79%   | 167      | 1.42%    | 36       | 0.31%    |
| 宝達志水町 | 2,692   | 35.55% | 1,983    | 26.19%   | 2,687    | 35.49%   | 166      | 2.19%    | 44       | 0.58%    |
| 中能登町   | 3,168   | 32.93% | 2,455    | 25.52%   | 3,752    | 39.00%   | 178      | 1.85%    | 67       | 0.70%    |
| 穴水町     | 1,185   | 24.07% | 797      | 16.19%   | 2,838    | 57.65%   | 88       | 1.79%    | 15       | 0.30%    |
| 能登町     | 2,038   | 20.15% | 2,059    | 20.36%   | 5,794    | 57.29%   | 181      | 1.79%    | 42       | 0.42%    |

## その他
- 2022年3月10日、立候補中の岡野晴夫が金沢市内の新聞社を訪れ「新聞にのせろ。そうでなかったら爆破する、社長を殺す」などと記した文書を社員に渡していたことが後日、明らかにされた[26]。投開票が行われた翌日の3月14日、岡野は強要未遂の容疑で石川県警に逮捕された[27]。4月1日、金沢区検察庁は岡野を脅迫罪に切り替えて略式起訴、罰金10万円の略式命令を出した[28]。